# Afro-Américains en France

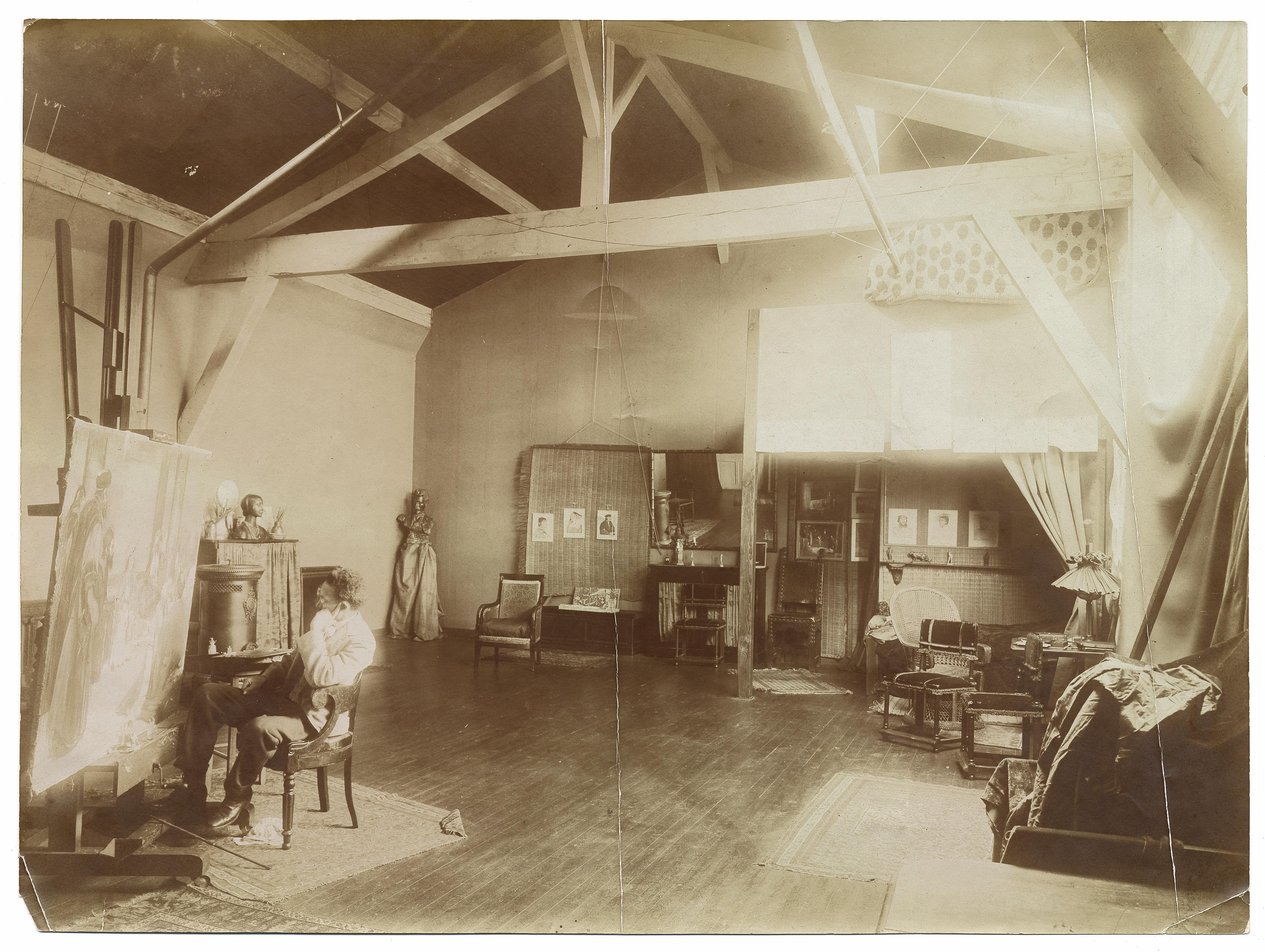
Le peintre Henry Ossawa Tanner dans son studio à Paris vers 1920.

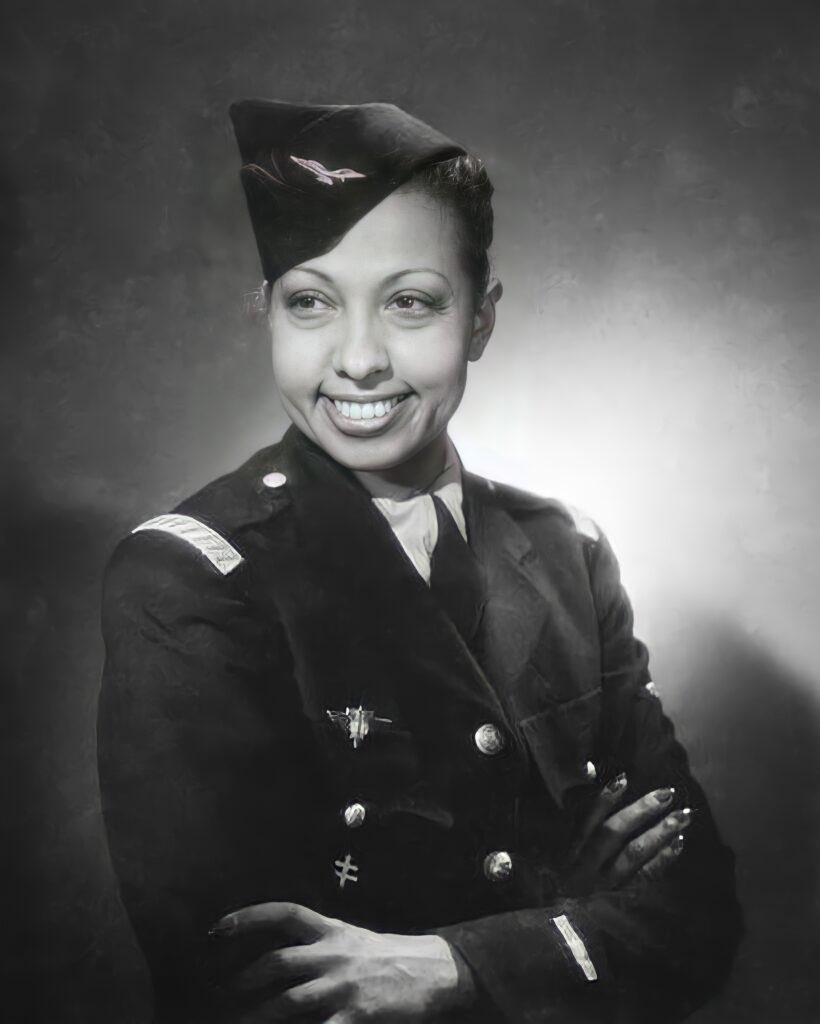
La meneuse de revue Joséphine Baker dans son uniforme de l'Armée de l'air française en 1948.

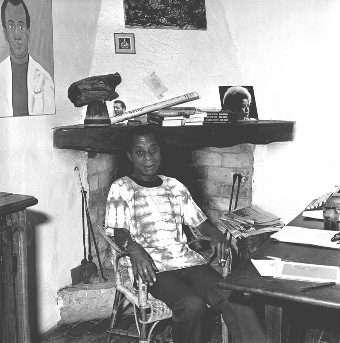
L'écrivain James Baldwin dans sa maison de Saint-Paul-de-Vence.

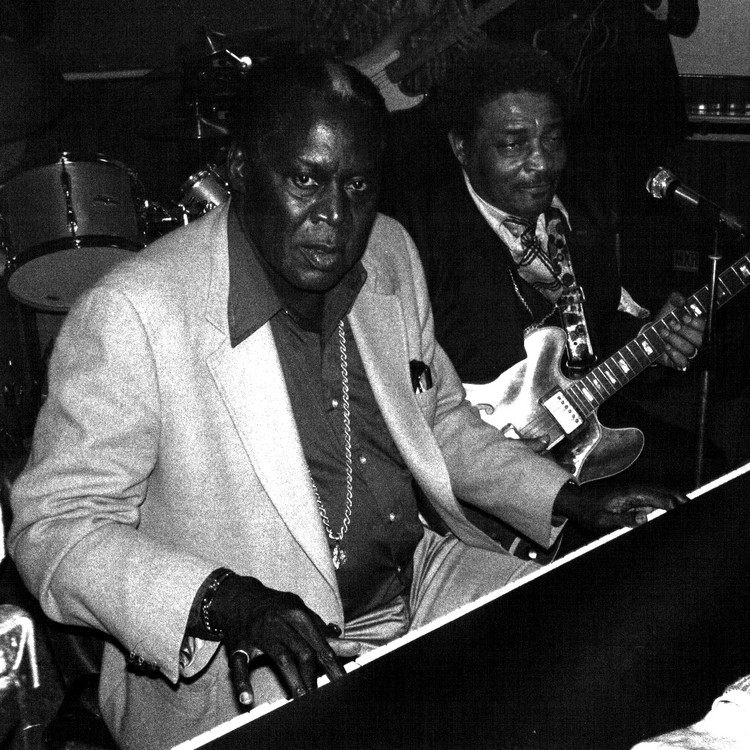
Le musicien Memphis Slim avec Lowell Fulson à Paris en 1980.

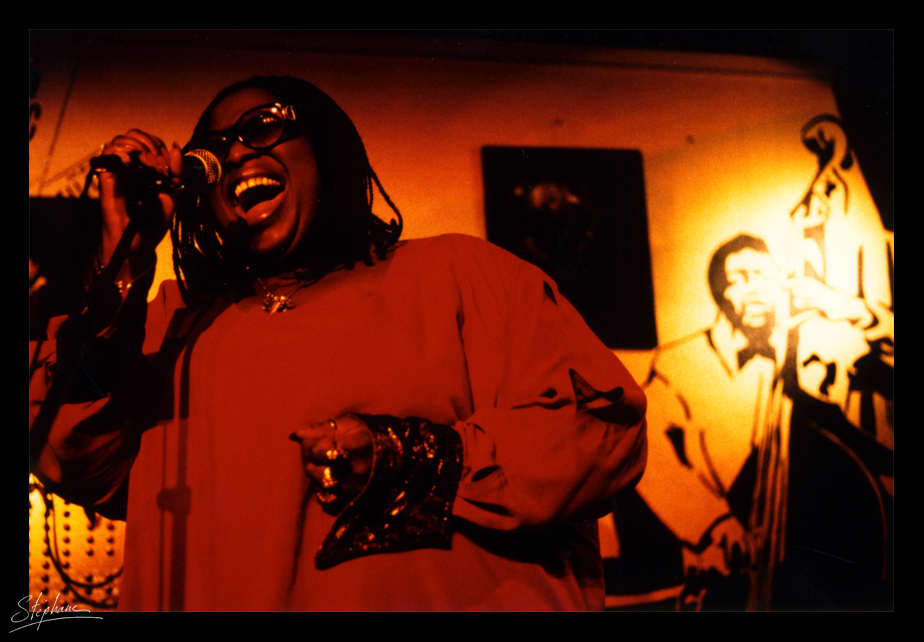
La chanteuse Carole Fredericks à Dijon en 1996.

Les Afro-Américains (également appelés Africains-Américains ou Noirs américains) en France sont des Afro-Américains ou des Noirs des États-Unis qui sont ou ont été résidents ou citoyens de France, ainsi que les étudiants et les travailleurs temporaires.

## Migration
Les Afro-Américains, qui descendent en grande partie des Africains de l'ère coloniale américaine, vivent et travaillent en France depuis les années 1800. Des chiffres non officiels indiquent que jusqu'à 50 000 Noirs libres ont émigré de Louisiane à Paris dans les décennies qui ont suivi la vente du territoire aux États-Unis par Napoléon en 1803.
Paris a vu les prémices d'une communauté afro-américaine au lendemain de la Première Guerre mondiale, lorsque quelque 200 000 personnes ont été amenées à combattre. Les neuf dixièmes des soldats étaient originaires du Sud américain. De nombreux soldats noirs des États-Unis décidèrent de rester en France après avoir été bien accueillis par les Français, et d'autres les suivirent. La France était considérée par de nombreux Afro-Américains comme un changement bienvenu par rapport au racisme aux États-Unis, qui était très répandu. Le jazz a alors été présenté aux Français et la culture noire est née à Paris. Les musiciens, les artistes et les écrivains afro-américains de la Renaissance de Harlem ont trouvé dans le Paris des années 1920 un endroit prêt à les accueillir à bras ouverts. Montmartre devient le centre de la petite communauté, avec des clubs de jazz tels que Le Grand Duc, Chez Florence et Bricktop's qui prospèrent à Paris.
La Seconde Guerre mondiale a mis un terme à toutes ces fanfares. L'invasion de Paris par l'Allemagne nazie en juin 1940 signifiait la suppression de l'influence « corrompue » du jazz dans la capitale française et le risque d'emprisonnement pour les Afro-Américains qui choisissaient de rester dans la ville. La plupart des Américains, noirs comme blancs, ont quitté Paris à cette époque.
Les bouleversements politiques entourant le mouvement américain des droits civiques et les manifestations contre la guerre du Viêt Nam aux États-Unis se sont traduits par des troubles civils en France. Le journaliste afro-américain William Gardner Smith était un romancier (Le Dernier des conquérants (en)) qui travaillait également pour l'Agence France-Presse. Ce service d'information français a rapporté les événements du soulèvement des étudiants lors des manifestations de Mai 68. De nombreux Noirs ont soutenu le mouvement, qui a dégénéré en une fermeture de pratiquement tout le pays. Une fois l'ordre rétabli, cependant, une augmentation notable des tendances répressives a été observée au sein de la police française et des autorités chargées de l'immigration.
Après la Seconde Guerre mondiale, l'arrivée de nouveaux immigrés noirs en provenance des anciennes colonies françaises a offert aux Afro-Américains de France la possibilité de découvrir de nouvelles formes de culture pour les Noirs, inconnues aux États-Unis.

## Interprétation
Tyler Stovall, professeur d'histoire à l'Université de Californie, Berkeley, a déclaré :

« À bien des égards, les Afro-Américains sont venus en France comme une sorte de minorité privilégiée, une sorte de minorité modèle, si vous voulez — un groupe qui a bénéficié non seulement de la fascination française pour la négritude, mais aussi de la fascination française pour l'américanité. »

## Des personnes notables
- J. Alexander, mannequin
- Joséphine Baker, artiste et actrice
- Mickey Baker, guitariste influent dans le rock 'n' roll et le rhythm and blues
- James Baldwin, auteur et essayiste
- Sidney Bechet, musicien de jazz
- Arthur Briggs, musicien de jazz
- Eugene Bullard, premier pilote militaire noir au monde
- Barbara Chase-Riboud, romancière, poète, sculptrice et plasticienne
- Kenny Clarke, batteur de jazz[4]
- Beauford Delaney, peintre moderniste
- Carole Fredericks, chanteuse
- Johnny Griffin, saxophoniste ténor bop et hard bop
- Chester Himes, auteur de romans policiers
- Quincy Jones, musicien, compositeur, producteur de disques
- Eartha Kitt, chanteuse, actrice et animatrice
- Lenny Kravitz, musicien de rock
- Ealy Mays (en), peintre
- Memphis Slim, pianiste et chanteur de blues
- Chloé Mortaud, Miss France, 2009
- Shaun Ollison (en), mannequin, Miss California 2000
- Lobo Nocho (en), chanteur de jazz et peintre qui a eu une relation amoureuse avec la fille de Winston Churchill, Sarah[5]
- Tony Parker, joueur de basket-ball des San Antonio Spurs et des Charlotte Hornets de la NBA (né en Belgique, mais élevé en France)
- Melvin Sanders (en), joueur de basket-ball professionnel
- Victor Séjour, auteur dramatique
- Nina Simone, chanteuse de jazz et de blues, figure de proue du mouvement américain pour les droits civiques
- Ada « Bricktop » Smith, danseuse, chanteuse de jazz
- William Gardner Smith, journaliste, romancier et éditeur
- Henry Ossawa Tanner, peintre
- Dominique Wilkins, membre de la NBA (né en France alors que son père y était stationné avec l'armée de l'air américaine)
- Richard Wright, auteur de romans, de nouvelles et d'ouvrages documentaires
- Dee Dee Bridgewater, chanteuse de jazz et actrice
- China Moses, chanteuse de soul jazz, actrice, présentatrice de radio et productrice musicale.